# Dicranomyia (Caenolimonia) meridensis
Dicranomyia (Caenolimonia) meridensis is een tweevleugelige uit de familie steltmuggen (Limoniidae). De soort komt voor in het Neotropisch gebied.